# Unai Etxebarria
Unai Etxebarria Arana, född 21 november 1972 i Caracas, Venezuela, är en venezolansk före detta professionell tävlingscyklist med baskiskt ursprung som under hela sin karriär tävlade för det baskiska UCI ProTour-stallet Euskaltel-Euskadi. Etxebarria blev professionell 1996, men hade fått vara stagiaire, en amatörcyklist som under några månader får prova på att vara professionell, med Artiach 1994 och 1995. Han avslutade sin karriär i slutet av 2007.

## Karriär
Unai Etxebarrias bästa resultat är segern på den tredje etappen på Dauphiné Libéré 2001 och på den fjärde etappen av Vuelta a España 2003. Etappen på Dauphiné Libéré vann han tre sekunder före bland andra Denis Mensjov och skotten David Millar. På det spanska etapploppet vann han den fjärde etappen med 44 sekunder före David Etxebarria, Félix Cardenas, José Enrique Gutierrez, Jurgen Van Goolen och Isidro Nozal.
Under säsongen 2002 slutade Etxebarria tvåa på den andra etappen av Baskien runt och Klasika Primavera. Etxebarria slutade också tvåa på vårklassikern La Flèche Wallonne efter den belgiske cyklisten Mario Aerts under säsongen.
Extebarria vann också det spanska endagsloppet GP Llodio 2004. Samma säsong vann han också Trofeo Calvia.
Under sin sista säsong, 2007, vann Etxebarria den spanska tävlingen Trofeo Calvia före spanjoren Francisco José Ventoso Alberdi.
Unai Etxebarria har inget släktskap med den spanska cyklisten David Etxebarria, men de var stallkamrater i Euskaltel-Euskadi åren 2001–2004.

## Meriter
- 1998
  - Etapp 7 och 12, Tour du Portugal

- 2000
  - Grand Prix Primavera
  - Etapp 1, Setmana Catalana de Ciclisme

- 2001
  - Etapp 3, Critérium du Dauphiné Libéré
  - 6:a, Critérium du Dauphiné Libéré

- 2002
  - 2:a, Flèche Wallonne

- 2003
  - Etapp 4, Vuelta a España
  - 4:a, Flèche Wallonne

- 2004
  - Trofeo Calvia
  - GP Llodio

- 2007
  - Trofeo Calvia

## Stall
- Artiach (stagiaire) 1994–1995
- Euskaltel-Euskadi 1996–2007